# Fascykuł

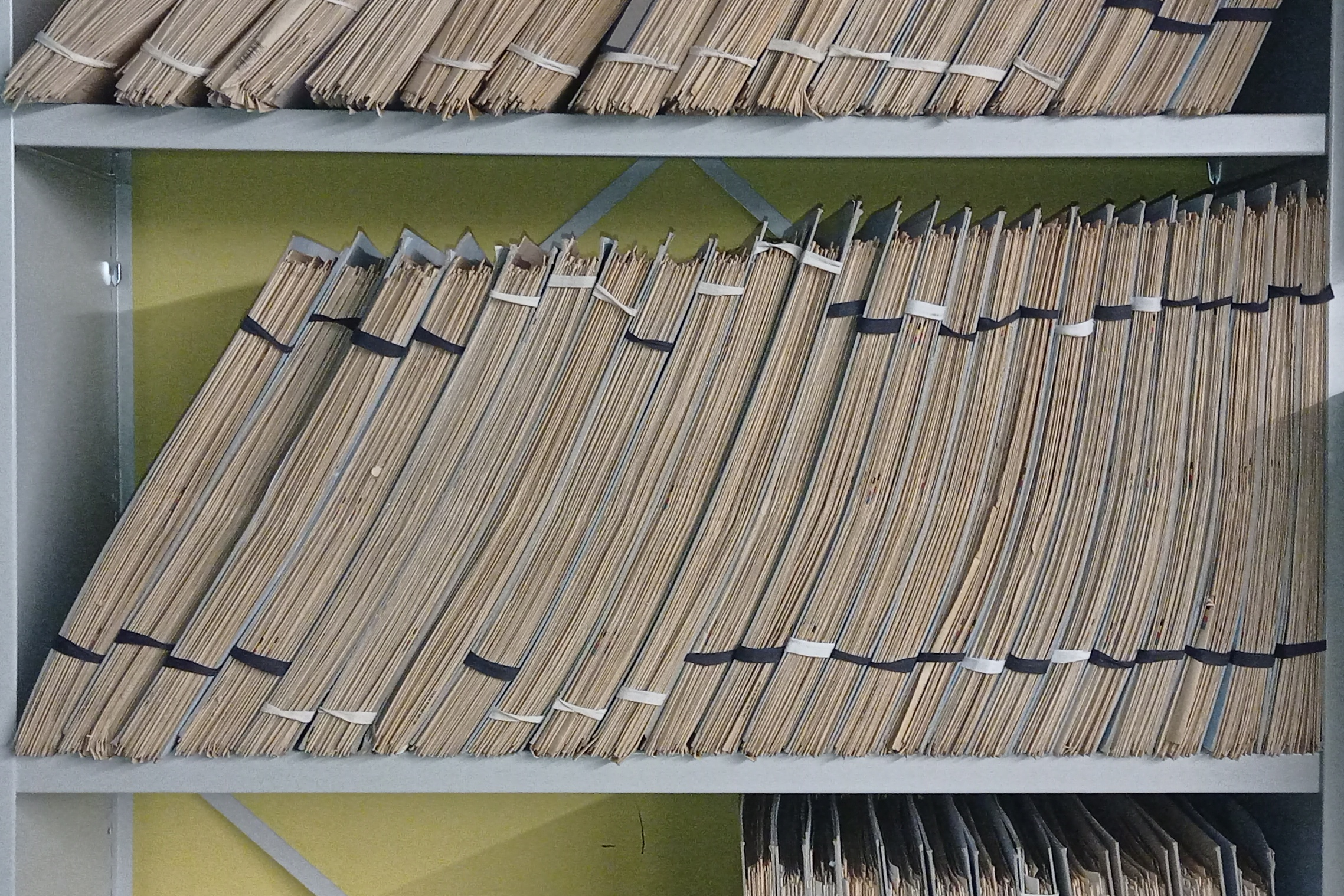
Czasopisma w fascykułach

Fascykuł (od łac. fasciculus – wiązka). 
1. Część dzieła wydanego w formie zeszytowej lub zeszyt wydawnictwa periodycznego[a].
2. W archiwistyce mianem fascykułu określa się zbiór luźnych akt powiązanych treściowo. Często ujmuje się  je w dwie twardsze tektury i wiąże razem. Zazwyczaj dokumenty zawarte w fascykule tworzą jednostkę archiwalną[1].